# Division 1 1983-1984
La Division 1 1983-1984 è stata la 46ª edizione della massima serie del campionato francese di calcio, disputato tra il 20 luglio 1983 e il 2 maggio 1984 e concluso con la vittoria del Bordeaux, al suo secondo titolo.
Capocannonieri del torneo sono stati Delio Onnis (Tolone) e Patrice Garande (Auxerre) con 21 reti.

## Stagione

### Avvenimenti
Il campionato si aprì con tre vittorie consecutive da parte del Lens, solo in testa alla terza giornata e presto ripreso da un gruppo in cui si fece avanti, al quinto turno, l'Auxerre tallonato dal Monaco e dal Bordeaux. Due sconfitte consecutive fra la decima e l'undicesima giornata diedero il via libera alla lotta fra monegaschi e girondini che caratterizzerà lo svolgimento del torneo: inizialmente ebbe la meglio il Bordeaux ma, perdendo nello scontro diretto della sedicesima giornata, vennero sconfitti dal Monaco. Il girone di andata si concluse con il recupero del primato da parte del Bordeaux, primo con due punti di vantaggio sul Monaco, frattanto raggiunto da Paris Saint-Germain e Nantes.
In apertura del girone di ritorno il Bordeaux consolidò il proprio primato, portandosi nel giro di pochi turni a +5 da Nantes e Monaco. Questi ultimi recuperarono gradualmente lo svantaggio sulla capolista, arrivando a piazzare il sorpasso in occasione della vittoria nello scontro diretto della trentaquattresima giornata. Alla penultima, il pareggio dei monegaschi a Tolosa e la vittoria casalinga del Bordeaux con il Bastia ricongiunse le due contendenti, che conclusero il campionato appaiate in testa alla classifica; il verdetto finale venne quindi definito dalla differenza reti, a favore dei girondini. Assieme al Monaco, si qualificarono in Coppa UEFA Auxerre e Paris Saint-Germain, che all'ultima giornata ebbero la meglio sul Tolosa.
Un Saint-Étienne in declino non riuscì mai a uscire dalla zona retrocessione, vedendosi costretto a disputare il play-out contro il RC France. La sconfitta interna nella gara di ritorno decretò la caduta de Verts in seconda divisione assieme al Nîmes e al Rennes, retrocesse sul campo con due gare di anticipo.

## Classifica finale
|  | Pos. | Squadra             | Pt | G  | V  | N  | P  | GF | GS | DR  |
|  | ---- | ------------------- | -- | -- | -- | -- | -- | -- | -- | --- |
|  | 1.   | Bordeaux            | 54 | 38 | 23 | 8  | 7  | 72 | 33 | +39 |
|  | 2.   | Monaco              | 54 | 38 | 22 | 10 | 6  | 58 | 29 | +29 |
|  | 3.   | Auxerre             | 49 | 38 | 21 | 7  | 10 | 59 | 33 | +26 |
|  | 4.   | Paris Saint-Germain | 47 | 38 | 18 | 11 | 9  | 56 | 37 | +19 |
|  | 5.   | Tolosa              | 45 | 38 | 19 | 7  | 12 | 57 | 41 | +16 |
|  | 6.   | Nantes              | 45 | 38 | 18 | 9  | 11 | 46 | 32 | +14 |
|  | 7.   | Sochaux             | 41 | 38 | 14 | 13 | 11 | 46 | 34 | +12 |
|  | 8.   | Strasburgo          | 39 | 38 | 11 | 17 | 10 | 36 | 38 | -2  |
|  | 9.   | Lilla               | 37 | 38 | 13 | 11 | 14 | 49 | 49 | 0   |
|  | 10.  | Bastia              | 36 | 38 | 14 | 8  | 16 | 36 | 43 | -7  |
|  | 11.  | Laval               | 36 | 38 | 12 | 12 | 14 | 29 | 36 | -7  |
|  | 12.  | Metz                | 35 | 38 | 13 | 9  | 16 | 49 | 53 | -4  |
|  | 13.  | Lens                | 35 | 38 | 14 | 7  | 17 | 57 | 66 | -9  |
|  | 14.  | Rouen               | 34 | 38 | 13 | 8  | 17 | 42 | 40 | +2  |
|  | 15.  | Nancy               | 32 | 38 | 10 | 12 | 16 | 38 | 53 | -15 |
|  | 16.  | Tolone              | 32 | 38 | 12 | 8  | 18 | 39 | 60 | -21 |
|  | 17.  | Brest               | 31 | 38 | 9  | 13 | 16 | 36 | 47 | -11 |
|  | 18.  | Saint-Étienne       | 30 | 38 | 11 | 8  | 19 | 31 | 52 | -21 |
|  | 19.  | Nîmes               | 25 | 38 | 6  | 13 | 19 | 36 | 70 | -34 |
|  | 20.  | Rennes              | 23 | 38 | 8  | 7  | 23 | 39 | 65 | -26 |

Legenda:
      Campione di Francia ed ammessa alla Coppa dei Campioni 1984-1985.
      Ammesse alla Coppa UEFA 1984-1985.
      Ammesse alla Coppa delle Coppe 1984-1985.
  Partecipa ai play-out.
      Retrocesse in Division 2 1984-1985.
Note:
Due punti a vittoria, uno a pareggio, zero a sconfitta.
In caso di arrivo di due o più squadre a pari punti, la graduatoria verrà stilata secondo la classifica avulsa tra le squadre interessate che prevede, in ordine, i seguenti criteri:
- Differenza reti generale.
- Reti realizzate in generale.

### Squadra campione
| Formazione tipo | Giocatori (presenze)           |
| --- | ------------------------------ |
| Delachet Battiston Specht Rohr Thouvenel Girard Tigana Giresse Tusseau Müller Lacombe                                                                                | Christian Delachet (38)        |
| Delachet Battiston Specht Rohr Thouvenel Girard Tigana Giresse Tusseau Müller Lacombe                                                                                | Léonard Specht (35)            |
| Delachet Battiston Specht Rohr Thouvenel Girard Tigana Giresse Tusseau Müller Lacombe                                                                                | Gernot Rohr (32)               |
| Delachet Battiston Specht Rohr Thouvenel Girard Tigana Giresse Tusseau Müller Lacombe                                                                                | Patrick Battiston (36)         |
| Delachet Battiston Specht Rohr Thouvenel Girard Tigana Giresse Tusseau Müller Lacombe                                                                                | Jean-Christophe Thouvenel (22) |
| Delachet Battiston Specht Rohr Thouvenel Girard Tigana Giresse Tusseau Müller Lacombe                                                                                | René Girard (29)               |
| Delachet Battiston Specht Rohr Thouvenel Girard Tigana Giresse Tusseau Müller Lacombe                                                                                | Jean Tigana (32)               |
| Delachet Battiston Specht Rohr Thouvenel Girard Tigana Giresse Tusseau Müller Lacombe                                                                                | Alain Giresse (34)             |
| Delachet Battiston Specht Rohr Thouvenel Girard Tigana Giresse Tusseau Müller Lacombe                                                                                | Thierry Tusseau (24)           |
| Delachet Battiston Specht Rohr Thouvenel Girard Tigana Giresse Tusseau Müller Lacombe                                                                                | Dieter Müller (28)             |
| Delachet Battiston Specht Rohr Thouvenel Girard Tigana Giresse Tusseau Müller Lacombe                                                                                | Bernard Lacombe (35)           |
| Altri giocatori: Antoine Martínez (25), Bernard Zénier (25), Raymond Domenech (22), Marius Trésor (12), Caspar Memering (10), Michel Audrain (9), Hassan Hanini (3). |                                |

## Spareggi

### Play-out
|               | Risultati |               | Luogo e data                  |
| ------------- | --------- | ------------- | ----------------------------- |
| RC France     | 0-0       | Saint-Étienne | Parigi, 15 maggio 1984        |
| Saint-Étienne | 0-2       | RC Parigi     | Saint-Étienne, 19 maggio 1984 |
|               |           |               |                               |

## Statistiche

### Squadre

#### Capoliste solitarie
|    | —— | ——   | —— | ——      | ——      | ——      | ——      | ——      | ——  | ——       | ——       | ——       | ——       | ——       | ——  | ——     | ——  | ——       | ——       | ——       | ——       | ——       | ——       | ——       | ——       | ——       | ——       | ——       | ——       | ——       | ——       | ——       | ——     | ——     | ——     | ——  | ——  | —— |  |
|    |    | Lens |    | Auxerre | Auxerre | Auxerre | Auxerre | Auxerre |     | Bordeaux | Bordeaux | Bordeaux | Bordeaux | Bordeaux |     | Monaco |     | Bordeaux | Bordeaux | Bordeaux | Bordeaux | Bordeaux | Bordeaux | Bordeaux | Bordeaux | Bordeaux | Bordeaux | Bordeaux | Bordeaux | Bordeaux | Bordeaux | Bordeaux | Monaco | Monaco | Monaco |     |     |    |  |
|    |    |      |    |         |         |         |         |         |     |          |          |          |          |          |     |        |     |          |          |          |          |          |          |          |          |          |          |          |          |          |          |          |        |        |        |     |     |    |  |
|    |    |      |    |         |         |         |         |         |     |          |          |          |          |          |     |        |     |          |          |          |          |          |          |          |          |          |          |          |          |          |          |          |        |        |        |     |     |    |  |
| 1ª | 2ª | 3ª   | 4ª | 5ª      | 6ª      | 7ª      | 8ª      | 9ª      | 10ª | 11ª      | 12ª      | 13ª      | 14ª      | 15ª      | 16ª | 17ª    | 18ª | 19ª      | 20ª      | 21ª      | 22ª      | 23ª      | 24ª      | 25ª      | 26ª      | 27ª      | 28ª      | 29ª      | 30ª      | 31ª      | 32ª      | 33ª      | 34ª    | 35ª    | 36ª    | 37ª | 38ª |    |  |

#### Primati stagionali
Squadre
- Maggior numero di vittorie: Bordeaux (23)
- Minor numero di sconfitte: Monaco (6)
- Migliore attacco: Bordeaux (72)
- Miglior difesa: Monaco (29)
- Miglior differenza reti: Bordeaux (+39)
- Maggior numero di pareggi: Strasburgo (17)
- Minor numero di pareggi: Auxerre, Tolosa, Lens, Rennes (7)
- Maggior numero di sconfitte: Rennes (23)
- Minor numero di vittorie: Nîmes (6)
- Peggior attacco: Saint-Étienne (31)
- Peggior difesa: Nîmes (70)
- Peggior differenza reti: Nîmes (-34)

### Individuali

#### Classifica marcatori
| Gol | Rigori |  | Giocatore                | Squadra  |
| --- | ------ |  | ------------------------ | -------- |
| 21  |        |  | Patrice Garande          | Auxerre  |
| 21  | 6      |  | Delio Onnis              | Tolone   |
| 20  | 1      |  | Andrzej Szarmach         | Auxerre  |
| 18  | 2      |  | Philippe Anziani         | Sochaux  |
| 18  |        |  | Bernard Genghini         | Monaco   |
| 18  | 1      |  | Bernard Lacombe          | Bordeaux |
| 17  | 1      |  | François Brisson         | Lens     |
| 16  |        |  | Alain Giresse            | Bordeaux |
| 15  | 2      |  | Toni Kurbos              | Metz     |
| 14  | 1      |  | Jean-François Beltramini | Rouen    |
| 14  | 1      |  | Dieter Müller            | Bordeaux |
| 13  |        |  | Vahid Halilhodžić        | Nantes   |
| 12  | 2      |  | Dušan Savić              | Lilla    |
| 12  | 2      |  | Mirosław Tłokiński       | Lens     |

## Percorso dei club nelle coppe europee
| Club                | Competizione       | Risultato            | Ultimo avversario            |
| ------------------- | ------------------ | -------------------- | ---------------------------- |
| Nantes              | Coppa dei Campioni | Primo turno          | Rapid Vienna (0-3; 3-1)      |
| Paris Saint-Germain | Coppa delle Coppe  | Ottavi di finale     | Juventus (2-2; 0-0)          |
| Lens                | Coppa UEFA         | Ottavi di finale     | Anderlecht (1-1; 0-1)        |
| Laval               | Coppa UEFA         | Sedicesimi di finale | Austria Vienna (0-2; 3-3)    |
| Bordeaux            | Coppa UEFA         | Primo turno          | Lokomotive Lipsia (2-3; 0-4) |